# NGC 1762
NGC 1762 is een spiraalvormig sterrenstelsel in het sterrenbeeld Orion. Het hemelobject werd op 8 oktober 1785 ontdekt door de Duits-Britse astronoom William Herschel.

## W Orionis
Op iets meer dan een halve graad ten zuidoosten van NGC 1762 is, vanaf de aarde gezien, de opvallend oranjekleurige koele koolstofster W Orionis te vinden. Amateurastronomen, gewapend met telescopen, kunnen middels de gidsster W Orionis op zoek gaan naar NGC 1762.

## Synoniemen
- PGC 16654
- UGC 3238
- MCG 0-13-67
- ZWG 394.73
- IRAS05010+0130